# Кубок Второй лиги Украины по футболу
Кубок второй лиги Украины по футболу — ежегодное соревнование для профессиональных футбольных клубов второй украинской лиги, проводимое в период с 1999 года по 2001 год под эгидой Профессиональной футбольной лиги Украины в рамках первого этапа национального кубка Украины по футболу. Полуфиналисты кубка второй лиги получали право выступать в 1/16 кубка Украины. За два сезона проведения турнира обладателями кубка становились клубы «Полесье» (Житомир) и «Борисфен» (Борисполь).

## Финалы
| Сезон   | Место проведения                | Победитель           | Счёт          | Финалист        |
| ------- | ------------------------------- | -------------------- | ------------- | --------------- |
| 1999/00 | 6 мая 2000 года Киев — «Динамо» | Борисфен (Борисполь) | 2 : 0 (0 : 0) | СК Херсон       |
| 2000/01 | 9 мая 2001 года Киев — «ЦСКА»   | Полесье (Житомир)    | 4 : 0 (2 : 0) | Титан (Армянск) |

## Статистика по клубам
| М | Клуб                        | Победы | Финалы | Полуфиналы | Сезоны побед | Сезоны финалов |
| - | --------------------------- | ------ | ------ | ---------- | ------------ | -------------- |
| 1 | Борисфен (Борисполь)        | 1      | 0      | 0          | 1999/00      | —              |
| 2 | Полесье (Житомир)           | 1      | 0      | 0          | 2000/01      | —              |
| 3 | Кристалл (Херсон)           | 0      | 1      | 0          | —            | 1999/00        |
| 4 | Титан (Армянск)             | 0      | 1      | 0          | —            | 2000/01        |
| 5 | Подолье (Хмельницкий)       | 0      | 0      | 1          | —            | —              |
| 6 | Металлист-2 (Харьков)       | 0      | 0      | 1          | —            | —              |
| 7 | Сокол (Золочев)             | 0      | 0      | 1          | —            | —              |
| 8 | Машиностроитель (Дружковка) | 0      | 0      | 1          | —            | —              |